# Баккер, Якоб Адрианс
Якоб Адрианс Баккер (нидерл. Jacob Adriaensz Backer; 1608, Харлинген — 27 августа 1651, Амстердам) —  голландский живописец, рисовальщик и гравёр Золотого века искусства Голландии.

## Жизнь и творчество
Якоб А. Баккер родился в семье пекаря. В 1611 году вся его семья переехала в город Амстердам. В 1627 году Якоб отправляется в Леуварден, в обучение к художнику Ламберту Якобсону, писавшему полотна исторического жанра. 

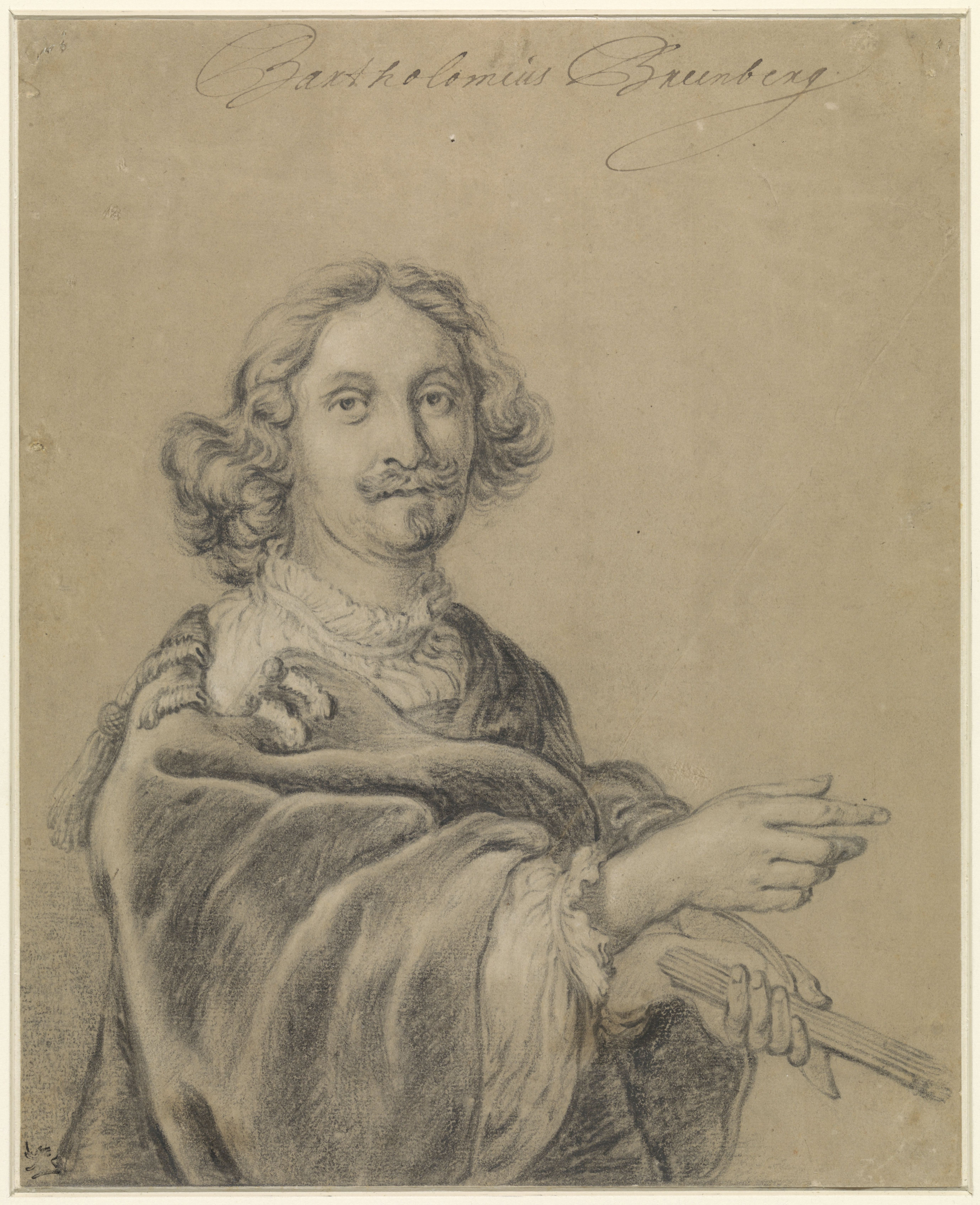
Якоб Баккер

В 1633 он, вместе с другим учеником Якобсона, Говертом Флинком, возвращается в Амстердам. Здесь Флинк поступает в мастерскую Рембрандта: последовал ли за ним Баккер — неясно. Он находился под влиянием таких живописцев как Рубенс, Вибранд де Гист, Питер Феддес и Абрахам Блумарт. В том же году он пишет по заказу амстердамского Дома сирот серию портретов. Впоследствии Я. Баккер становится авторитетом в области портретной живописи; работы его завоевали большую популярность в столице Голландии. Его работы также были признаны во Франции; картина «Поедатель устриц», реалистично изображающая «переполненного жизнью» едока устриц, представлена в постоянной экспозиции музея Манде в овернском Риоме.
Кроме портретной живописи, мастер писал также исторические, а на конечном этапе своего творчества — также религиозные полотна и картины на мифологическую тематику. Одной из самых известных работ художника является «Портрет мальчика в сером» (1632).
Якоб Адриансзон Баккер умер 27 августа 1651 года в городе Амстердаме.

## Галерея

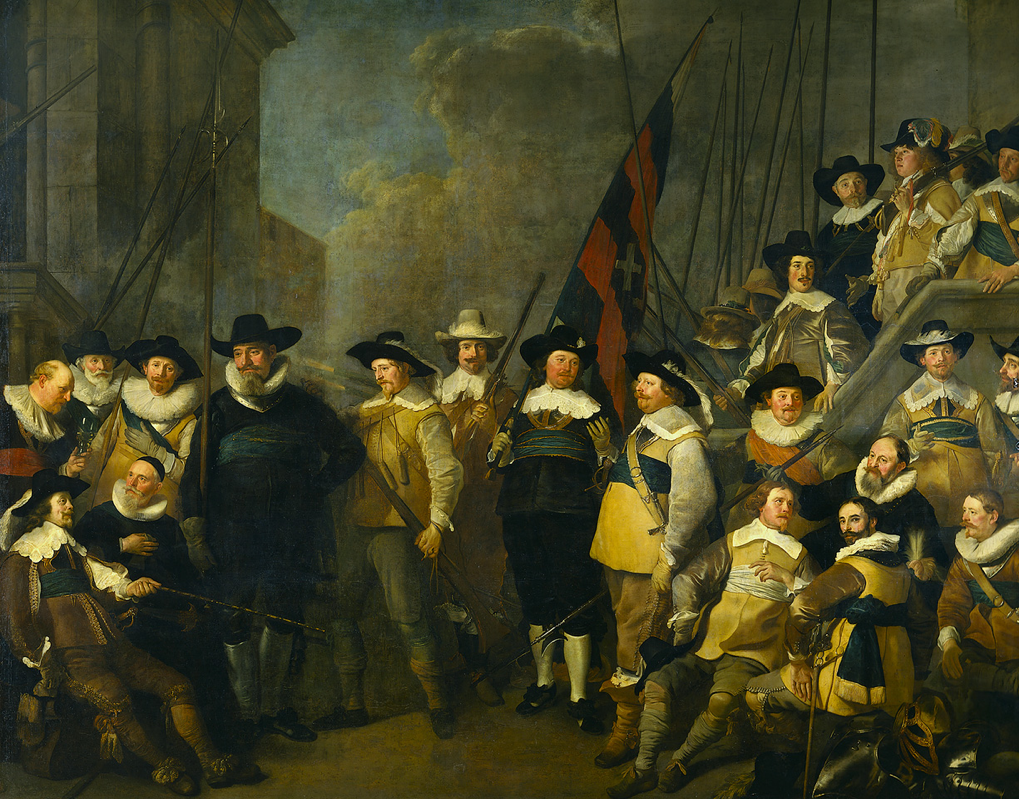
Офицеры и стрелки отряда капитана Корнелиса де Граффа (1642)
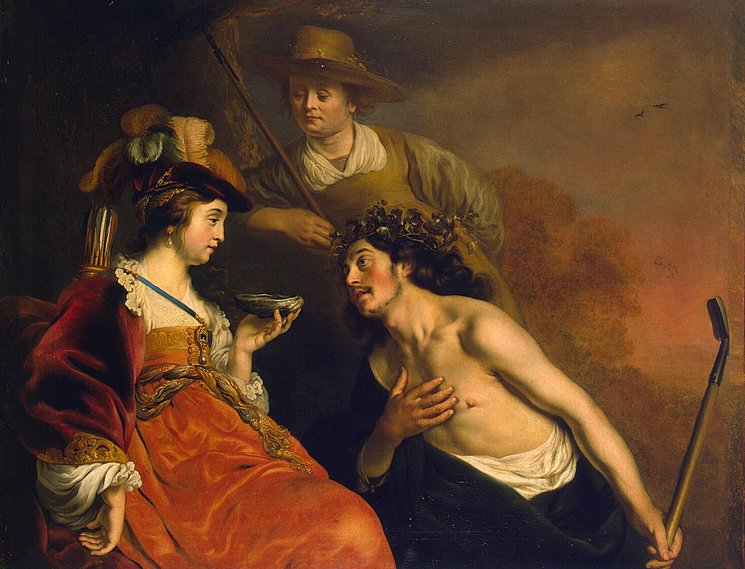
Гранида и Дайфило (1635)
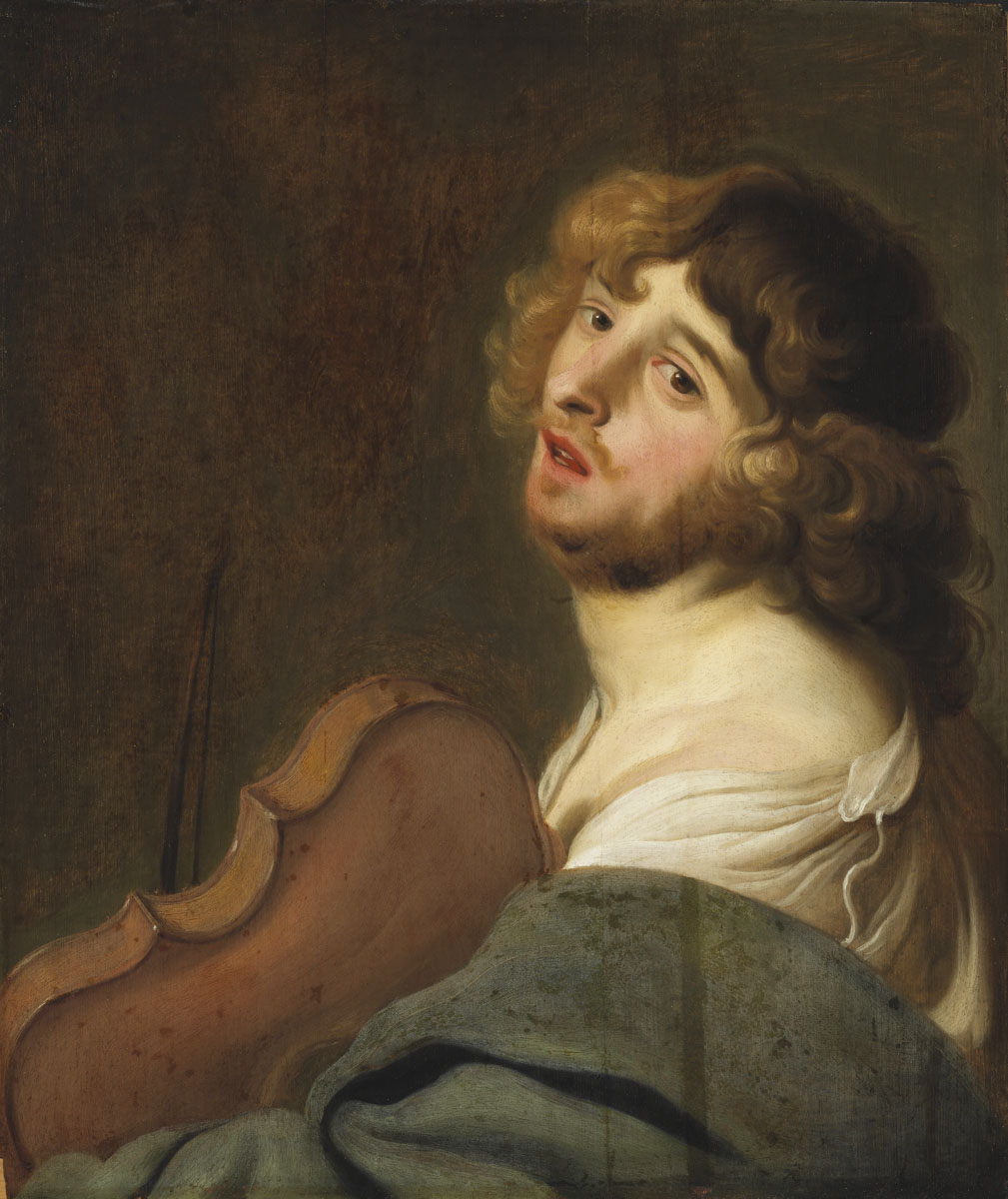
Слушание музыки (1635)
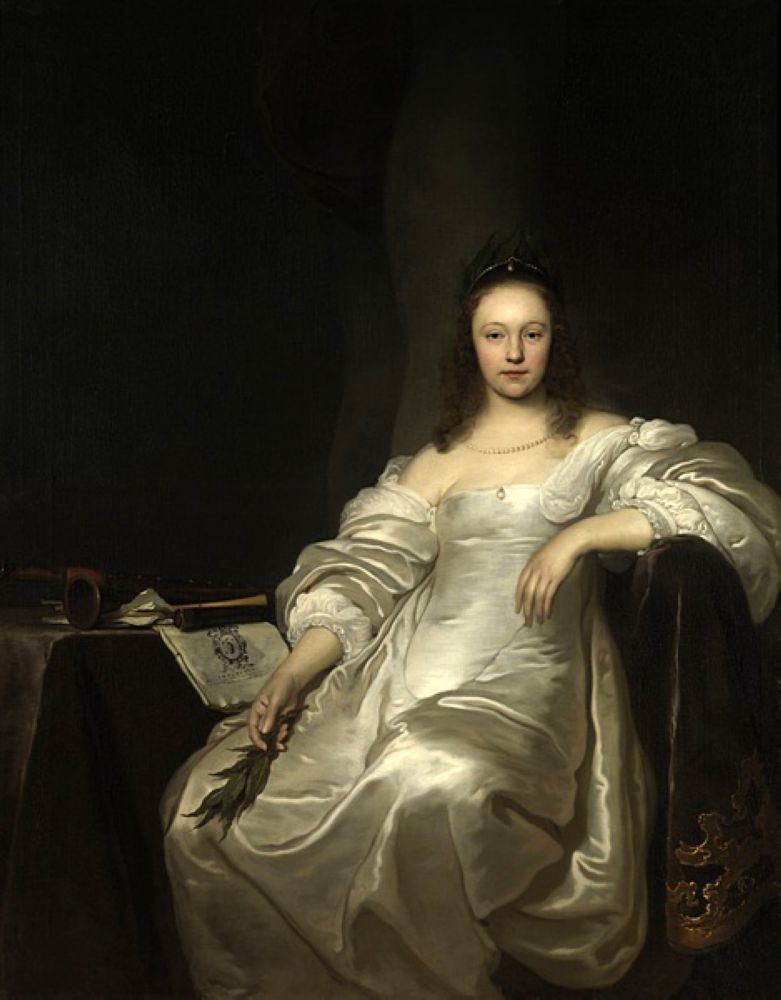
Портрет дамы как музы Евтерпы (1650)
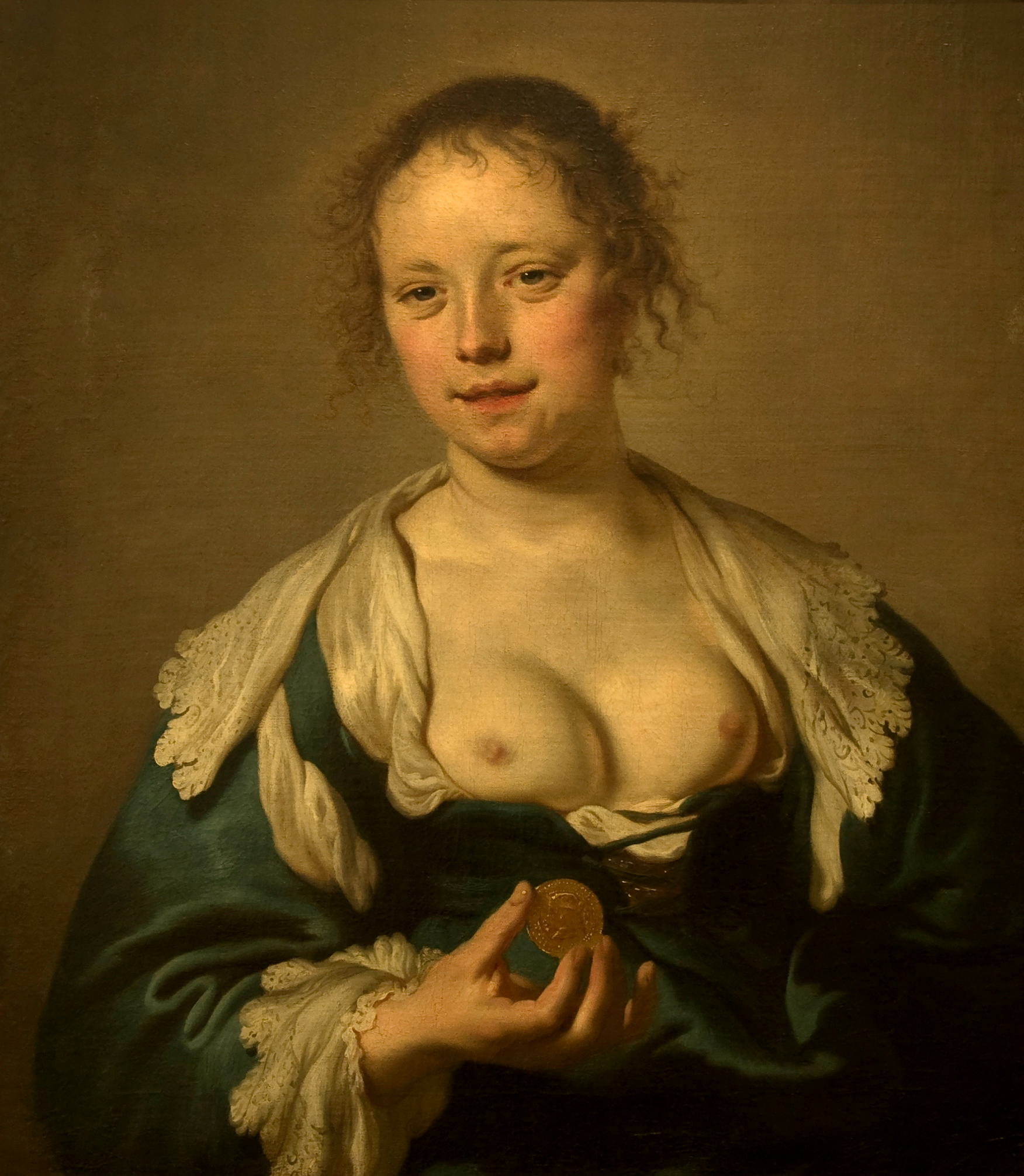
Куртизанка (1640)
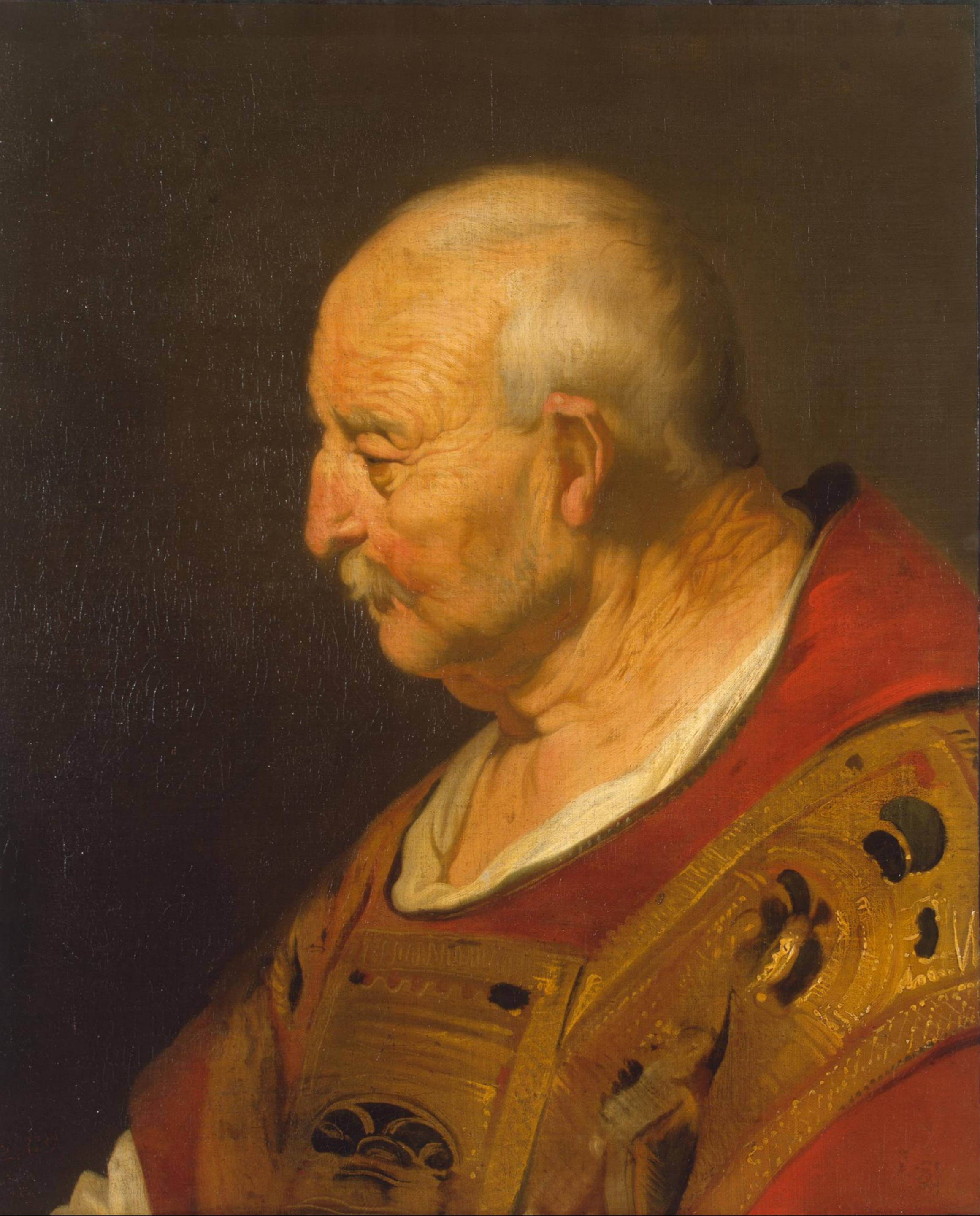
Голова старика в профиль
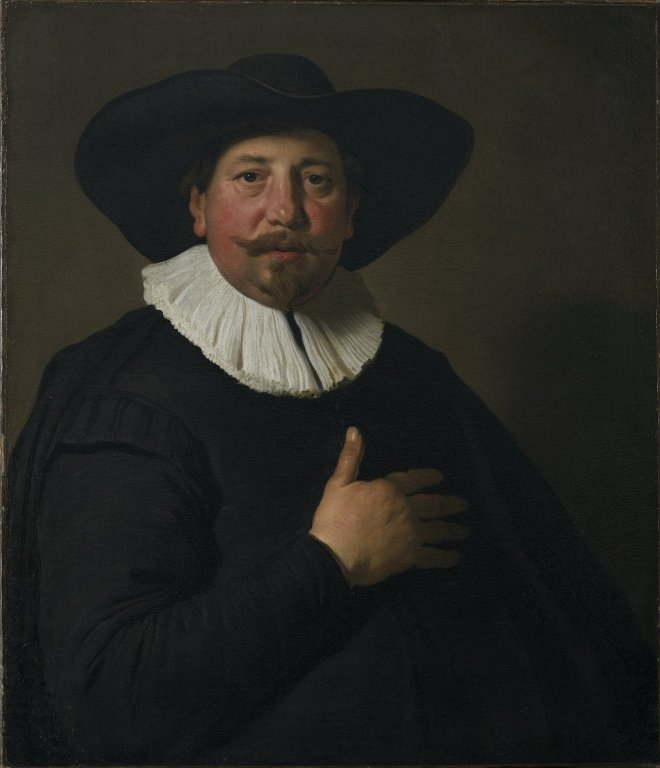
Портрет мужчины
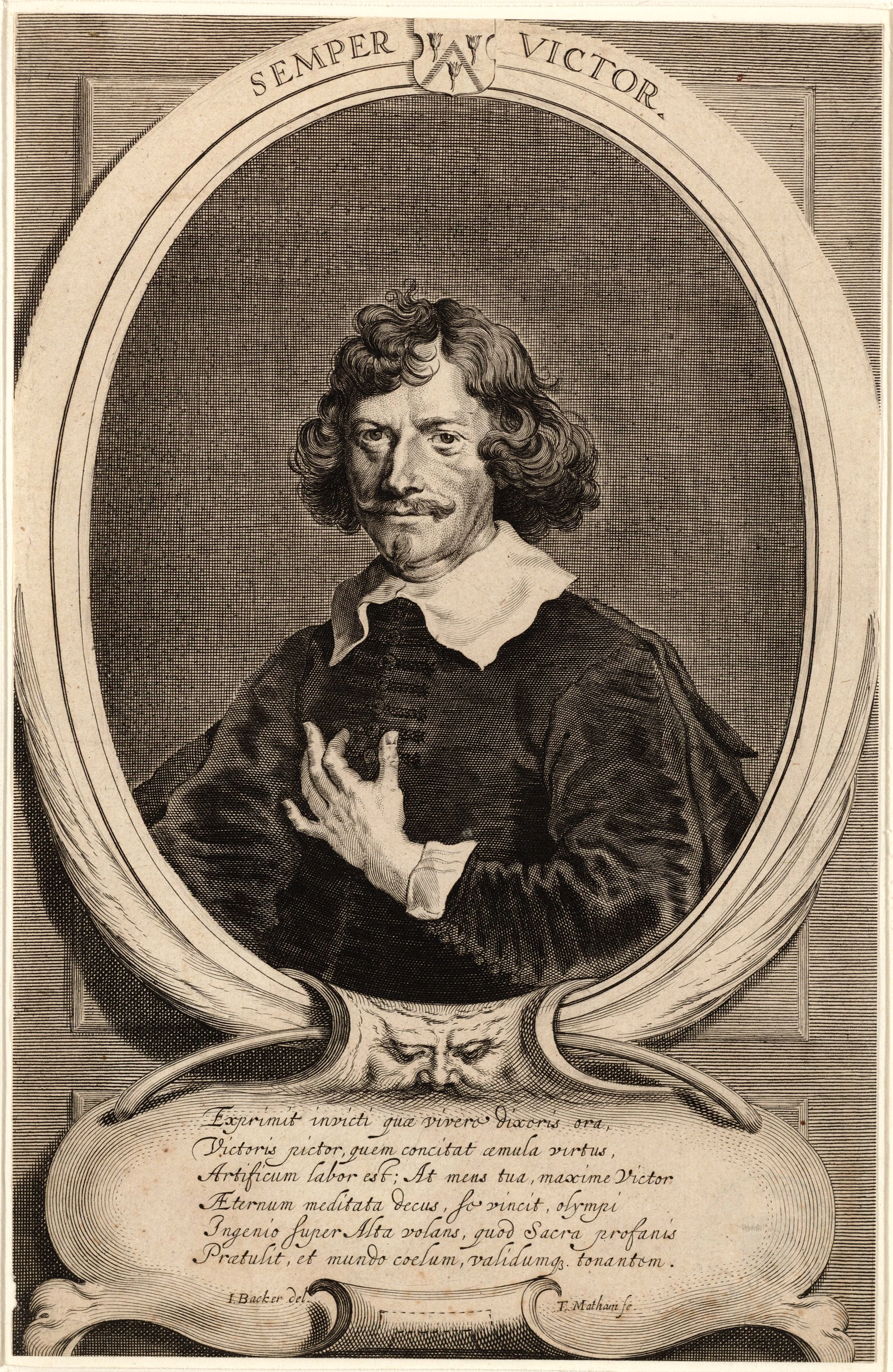
Портрет художника Яна Викторса (1642)
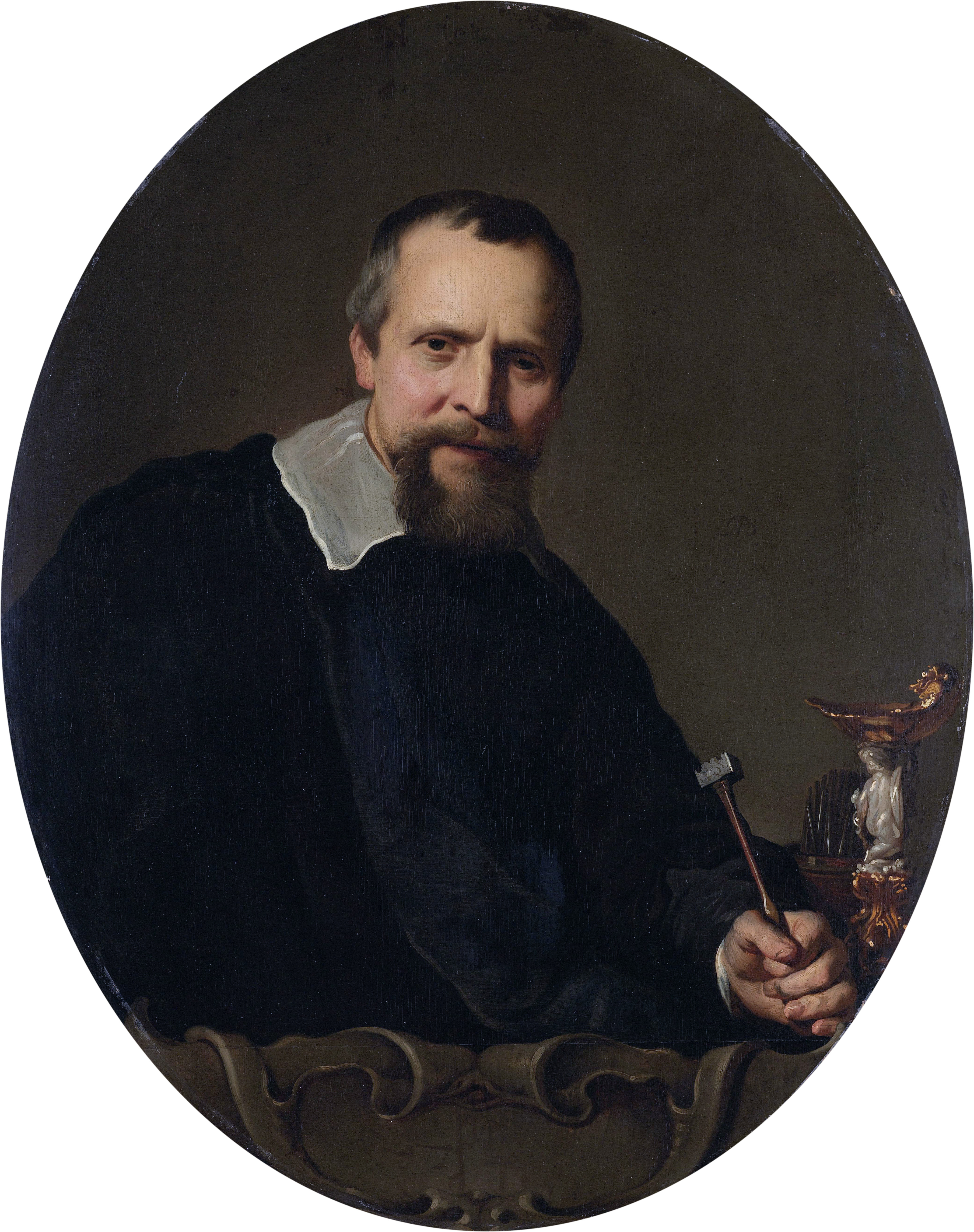
Портрет ювелира Иоганнеса Лутмы
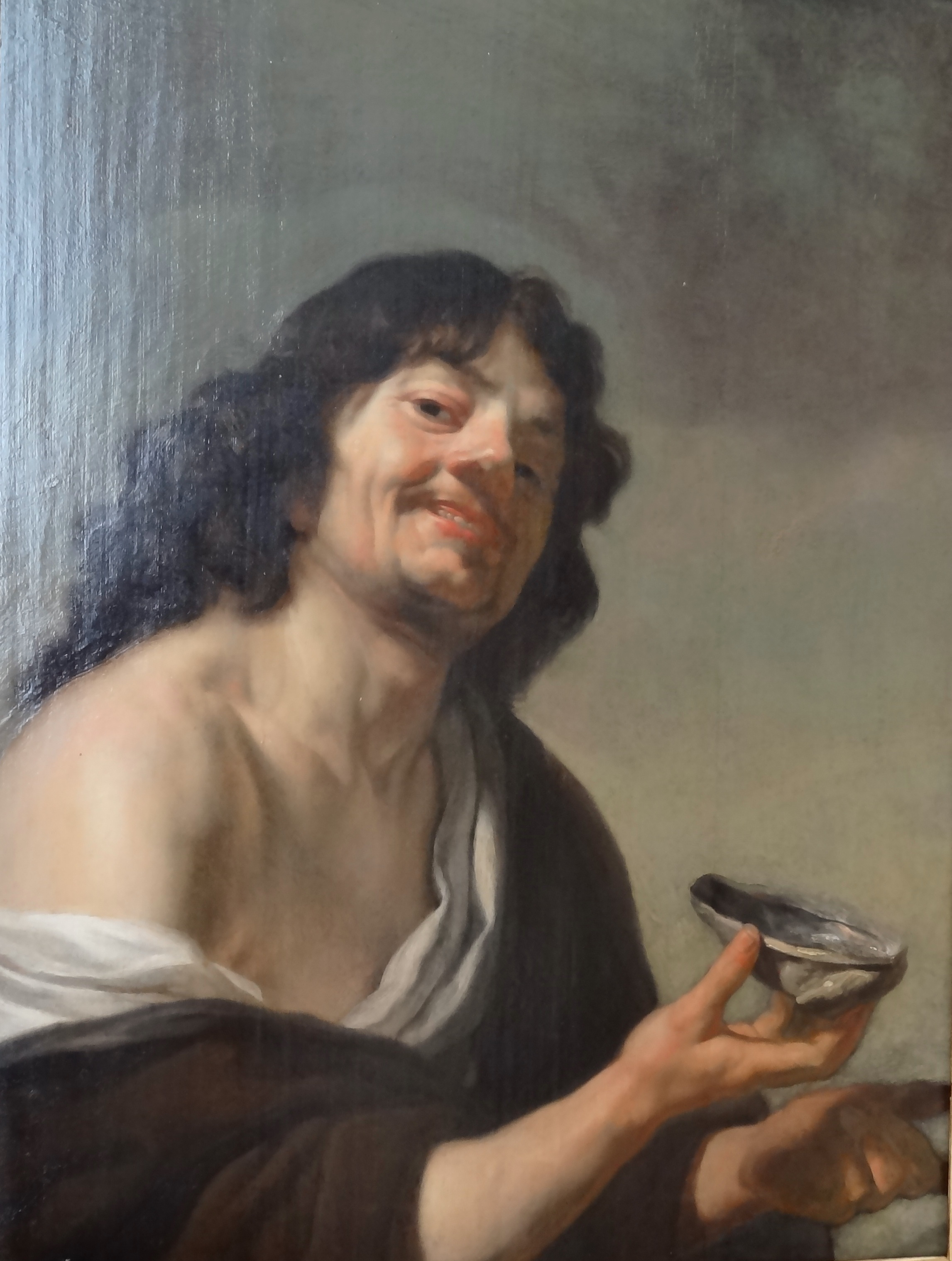
Поедатель устриц